# Ärmelschoner

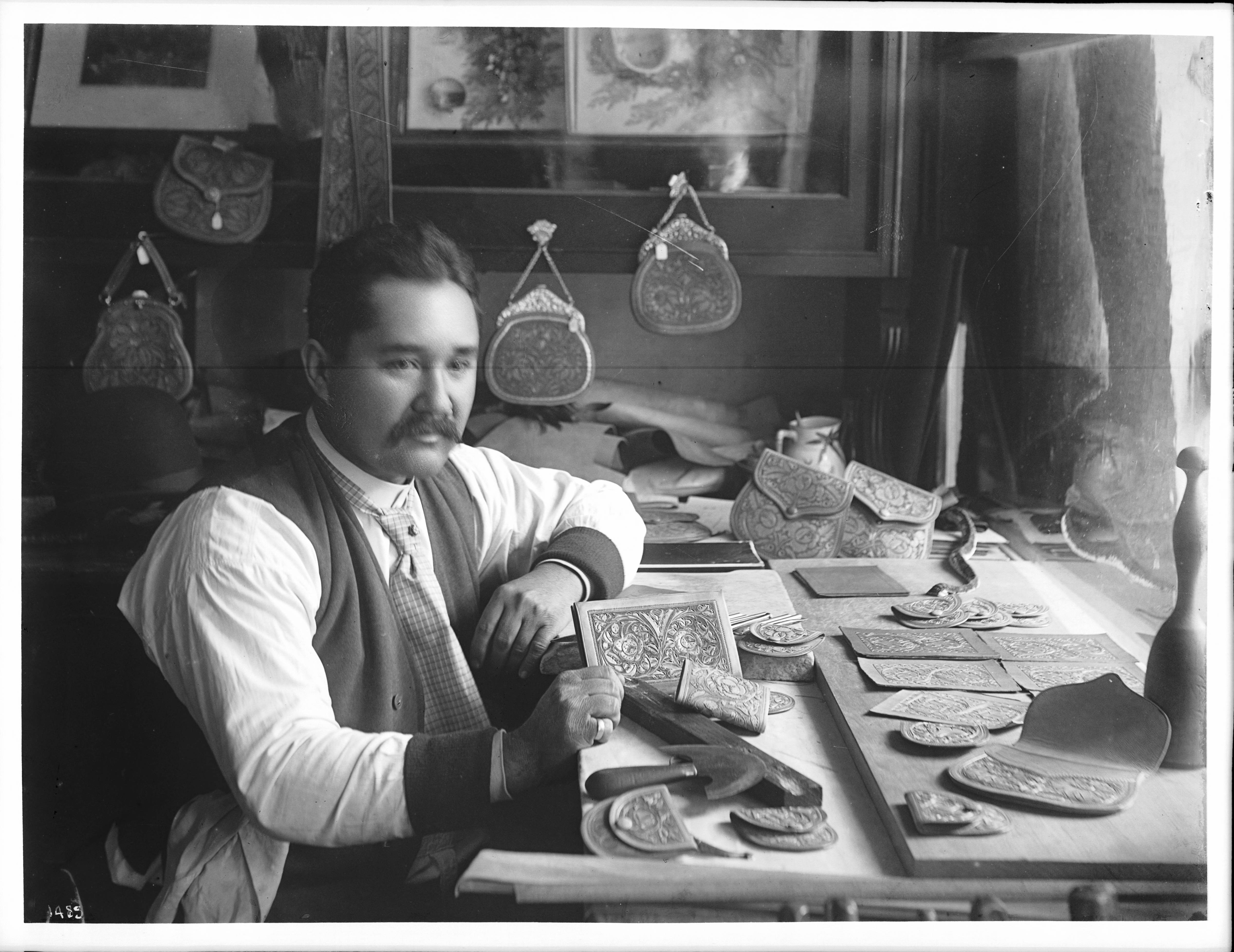
Handwerker in Mexiko (1905)

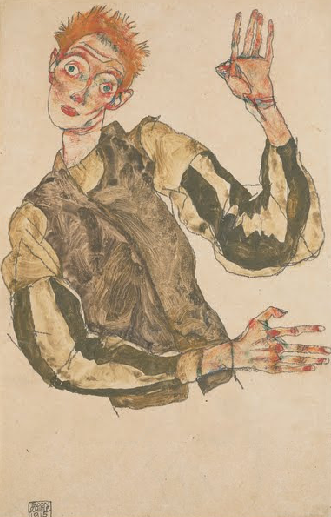
Egon Schiele Selbstporträt (1915)

Ärmelschoner, auch Schreibärmel, werden zum Schutz der Hemdärmel über diesen getragen. Der Ärmelschoner besteht im Wesentlichen aus einem Schlauch aus Leinengewebe und hat am oberen und am unteren Ende jeweils eine Kordel zum Zuschnüren.
Ärmelschoner wurden bis Mitte des 20. Jahrhunderts zum Beispiel von Buchhaltern benutzt, welche ihre Tabellen und Listen meist von Hand mit Tinte schrieben. Auch Schriftsetzer arbeiteten beim Umgang mit Bleilettern oft mit Ärmelschonern. Diese schützten die Hemdsärmel vor Verschmutzung durch Tinte oder Druckerschwärze. Sie waren für Kochwäsche geeignet und ließen sich deshalb besser reinigen als Hemden. Selbst wenn sie nicht mehr zu säubern waren, waren sie doch um einiges preiswerter als ein neues Hemd.
Auch heute werden in manchen Berufen Ärmelschoner eingesetzt. So gibt es zum Beispiel Ärmelschoner aus Leder für Schweißer, Einwegärmelschoner aus Polypropylen, Polyethylen oder aus Zellstoff als Hygienemaßnahme für Heilberufe oder in der Lebensmittelindustrie sowie als Schutz vor Chemikalien für Laboranten. Ärmelschoner aus Gummi oder Latex können eventuell mehrmals wiederverwendet werden. Auch für die Arbeit in Küche oder Haushalt sind sie nützlich, in Kombination mit einer Schürze.
Für Rollstuhlfahrer gibt es ebenfalls Ärmelschoner, um die Ärmel insbesondere bei Regen vor Verunreinigung durch die Reifen zu schützen. Und bei der Schutzhundausbildung schützt ein Ärmling aus robustem Material zur Sicherheit den Arm. 

## Symbolische Bedeutung
Das Bild des Ärmelschoners wird (zumindest in Österreich) bis heute im übertragenen Sinne dafür verwendet, um seine gedachten Träger, wie verbeamtete oder unkündbare Büroangestellte, zu verunglimpfen, aber auch um ganz allgemein mangelnde Arbeitswilligkeit, geistige Trägheit oder Freizeitorientierung zu symbolisieren.